# Pirpirituba (ort)
Pirpirituba är en ort i Brasilien.   Den ligger i kommunen Pirpirituba och delstaten Paraíba, i den östra delen av landet, 1 700 km nordost om huvudstaden Brasília. Pirpirituba ligger 107 meter över havet och antalet invånare är 8 355.
Terrängen runt Pirpirituba är kuperad västerut, men österut är den platt. Närmaste större samhälle är Guarabira, 8,3 km söder om Pirpirituba.
Omgivningarna runt Pirpirituba är huvudsakligen savann. Runt Pirpirituba är det tätbefolkat, med 511 invånare per kvadratkilometer.